# Auloceromyia vespiformis
Auloceromyia vespiformis är en tvåvingeart som beskrevs av Lindner 1969. Auloceromyia vespiformis ingår i släktet Auloceromyia och familjen vapenflugor. Inga underarter finns listade i Catalogue of Life.